# Liste des chansons de MGMT
MGMT est un groupe américain de rock indépendant. La liste ci-dessous contient l'ensemble des chansons du groupe et des reprises du groupe sorties sur leurs albums studio, albums live, compilations, EPs, démos, singles et splits. Cette liste ne contient pas les reprises que le groupe a joué lors de ses concerts et qui n'ont pas été éditées.
| Titre                               | Année | Album                                             | Temps |
| ----------------------------------- | ----- | ------------------------------------------------- | ----- |
| "4th Dimensional Transition"        | 2007  | Oracular Spectacular                              | 3:58  |
| "Alien Days"                        | 2013  | MGMT                                              | 5:06  |
| "All We Ever Wanted Was Everything" | 2011  | Late Night Tales: MGMT                            | 4:25  |
| "Art is Everywhere"                 | 2008  | Music is Awesome! Volume 2                        | 2:01  |
| "Boogie Down"                       | 2005  | Time to Pretend EP                                | 3:33  |
| "Brian Eno"                         | 2010  | Congratulations                                   | 4:31  |
| "Congratulations"                   | 2010  | Congratulations                                   | 3:55  |
| "Dancing on the Beach"              | 2008  |                                                   | 6:11  |
| "Destrokk"                          | 2005  | Time to Pretend EP                                | 3:45  |
| "Electric Feel"                     | 2007  | Oracular Spectacular                              | 3:49  |
| "Everything's Happenin' So Fast"    | 2004  | We (Don't) Care                                   | 3:30  |
| "Flash Delirium"                    | 2010  | Congratulations                                   | 4:15  |
| "Future Reflections"                | 2007  | Oracular Spectacular                              | 4:02  |
| "Greyhoundredux"                    | 2005  | Climbing to New Lows                              | 4:34  |
| "Grutu (Just Becuz)"                | 2005  | Climbing to New Lows                              | 3:30  |
| "Honey Bunny"                       | 2005  | Climbing to New Lows                              | 4:21  |
| "Hot Love Drama"                    | 2005  | Climbing to New Lows                              | 4:10  |
| "I Found a Whistle"                 | 2010  | Congratulations                                   | 3:40  |
| "Inbetween the Liners"              | 2010  | Congratulations                                   | 3:40  |
| "Indie Rokkers"                     | 2005  | Time to Pretend EP                                | 4:24  |
| "Intro (Christmas From Space)"      | 2005  | Climbing to New Lows                              | 1:28  |
| "It's Working"                      | 2010  | Congratulations                                   | 4:06  |
| "Kids"                              | 2007  | Oracular Spectacular                              | 5:02  |
| "Lady Dada's Nightmare"             | 2010  | Congratulations                                   | 4:31  |
| "Love Always Remains"               | 2005  | Time to Pretend EP                                | 5:38  |
| "Metanoia"                          | 2008  | "Metanoia"                                        | 13:49 |
| "Money to Burn"                     | 2005  | Climbing to New Lows                              | 3:24  |
| "Of Moons, Birds & Monsters"        | 2007  | Oracular Spectacular                              | 4:46  |
| "Only a Shadow"                     | 2011  | We Hear of Love, of Youth, and of Disillusionment | 3:31  |
| "Pieces of What"                    | 2007  | Oracular Spectacular                              | 2:43  |
| "Siberian Breaks"                   | 2010  | Congratulations                                   | 12:09 |
| "Someone's Missing"                 | 2010  | Congratulations                                   | 2:29  |
| "Song for Dan Treacy"               | 2010  | Congratulations                                   | 3:38  |
| "The Handshake"                     | 2007  | Oracular Spectacular                              | 3:39  |
| "The Kids Quartet"                  | 2005  | Climbing to New Lows                              | 2:17  |
| "The Youth"                         | 2007  | Oracular Spectacular                              | 3:48  |
| "Time to Pretend"                   | 2007  | Oracular Spectacular                              | 4:21  |
| "We Care"                           | 2005  | Climbing to New Lows                              | 5:02  |
| "We (Don't) Care"                   | 2005  | Climbing to New Lows                              | 3:56  |
| "Weekend Wars"                      | 2007  | Oracular Spectacular                              | 4:12  |